# 四大家族
四大家族（よんだいかぞく、しだいかぞく）は、中華民国期に政治・経済の実権を握った蔣介石・宋子文・孔祥熙・陳果夫・陳立夫兄弟の一族を指す。四家の姓を取って蔣宋孔陳と呼ぶこともある。
四家のうち蔣・宋・孔家は血縁関係がある。宋子文の姉の宋靄齢は孔祥熙夫人であり、妹の宋美齢は蔣介石夫人だったことから、蔣介石・宋子文・孔祥熙は互いに義理の兄弟の関係にあることになる。ちなみにもう一人の姉の宋慶齢は孫文夫人であり、彼らは孫文とも義兄弟の関係ということになる。
唯一、陳家だけが直接の血縁が無いものの、蔣介石と陳其美は義兄弟の契りを交わしており、陳其美の兄の陳其業の子にあたる陳果夫・陳立夫も特に秘密警察や特務関係で力を振るった。

## 文献
- 陳, 伯達 著、大阪市大中国研究会 訳『中国四大家族』創元社、大阪〈現代国民選書〉、1953年。NDLJP:3014879。
- 唐, 漢『蒋宋孔陳四大家族』（第1版）金城出版社、1995年。ISBN 780084109X。